# Ermengol I. od Pallarsa
Ermengol I. od Pallarsa (šp./katalonski Ermengol I de Pallars; Armengol I.) (umro poslije 1030.) bio je španjolski plemić, grof Pallarsa.
Bio je sin grofa Borrella I. od Pallarsa; majka mu je bila gospa Ermentruda.
Bio je nećak grofa Ramóna II.
Ne zna se ime njegove supruge, ali se zna da je imao jednog sina, Ramóna.
Njegova se majka preudala za njegova drugog strica, grofa Suñera I. Sinovi Ermengolova strica i majke bili su njegovi bratići-polubraća, Ramón III. od Pallarsa Jusse i Vilim II. od Pallarsa Sobire.